# Tikehau
Tikehau is een atol en onderdeel van de Tuamotueilanden die weer onderdeel zijn van Frans-Polynesië.
Het atol is bijna ovaalvormig en meet zo'n 19 bij 27 km. De eilanden hebben een landoppervlakte van ongeveer 20 km². Bestuurlijk/administratief valt het eiland onder de gemeente Rangiroa.
Tikehau werd in 1816 ontdekt door de Russische ontdekkingsreiziger Otto von Kotzebue. In 1987 ondernam Jacques-Yves Cousteau een expeditie naar het atol.

## Beschrijving
Het is een bewoond atol. Volgens de volkstelling van 2017 wonen er 560 mensen, voornamelijk in het dorp Tuherahera. Oorspronkelijk leefde de bevolking van traditionele visserij en het maken van kopra. Daarnaast is er nu een kwekerij van pareloesters. Verder wordt toerisme steeds belangrijker. Sinds 1977 is er een vliegveld met een start- en landingsbaan van 1200 m. Volgens cijfers uit 2019 waren er jaarlijks 1100 vluchten en werden 40.000 passagiers vervoerd. Er is een luxe hotelresort aangelegd.

## Ecologie
Naast de grote rijkdom aan vissoorten, zijn de nauwelijks bewoonde motu's rijk aan vogels. Op het eiland komen 47 vogelsoorten voor waaronder negen soorten van de Rode Lijst van de IUCN waaronder het hendersonstormvogel (Pterodroma atrata) en de endemische, Tahitiaanse patrijsduif (Alopecoenas erythropterus), saffierlori (Vini peruviana) en tuamotukarekiet (Acrocephalus atyphus).

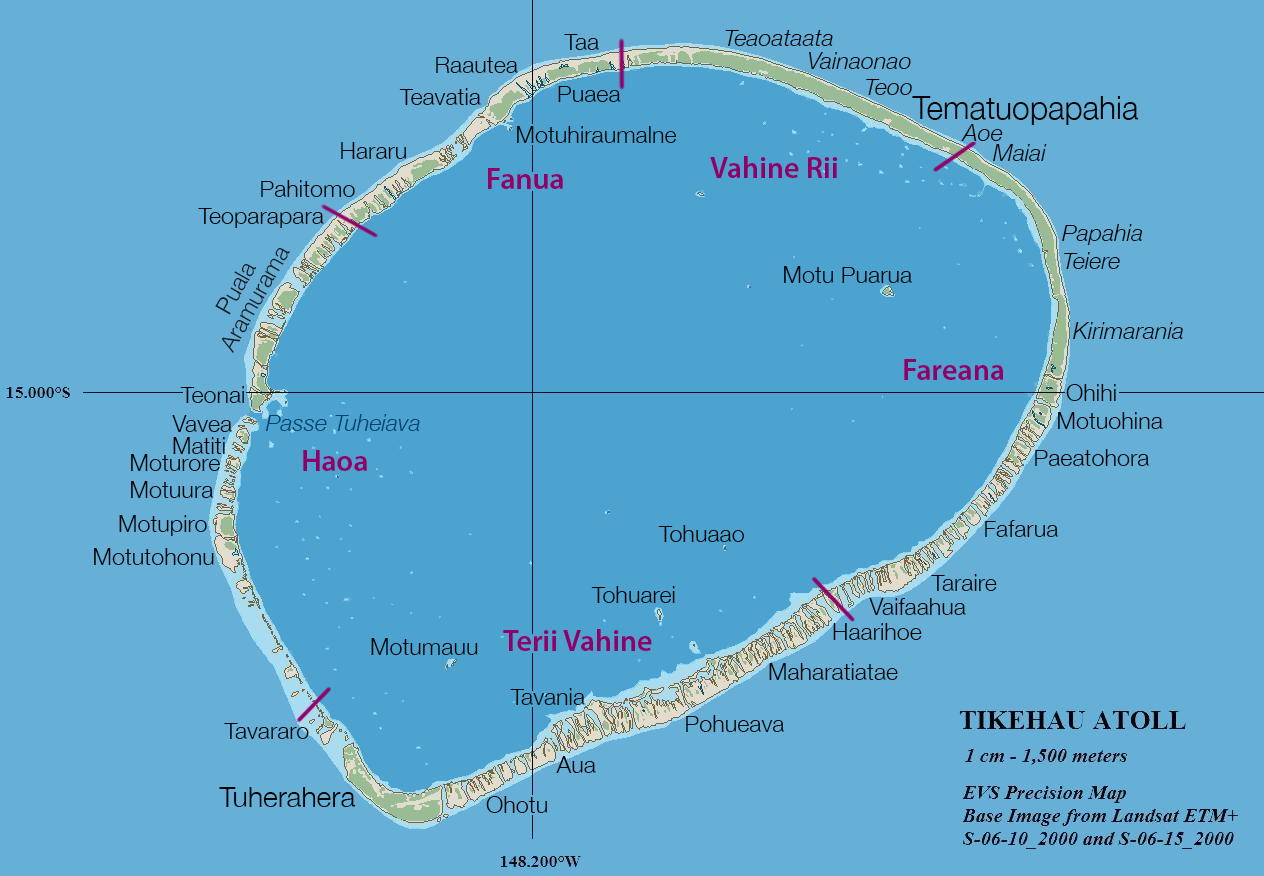
Detailkaart
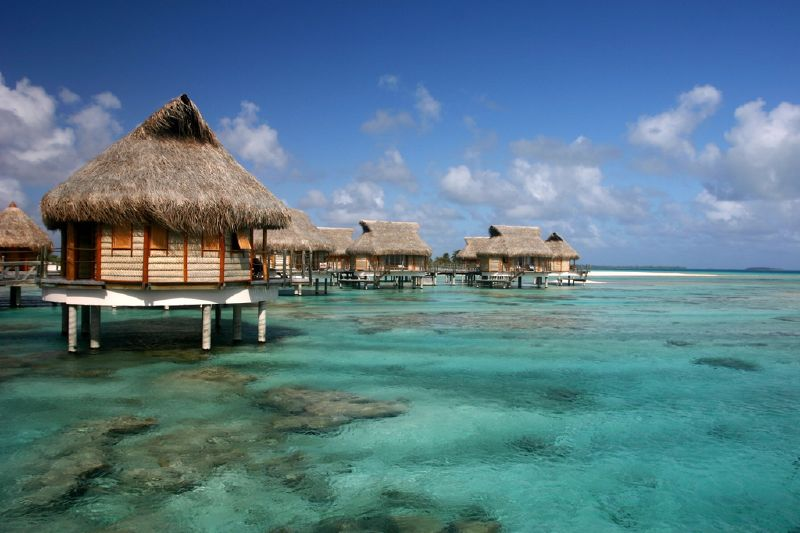
Tikehau, Pearl beach hotel
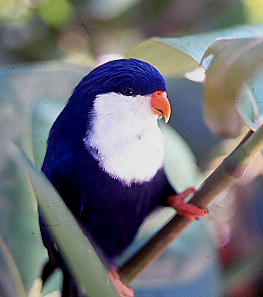
saffierlori (Vini peruviana)
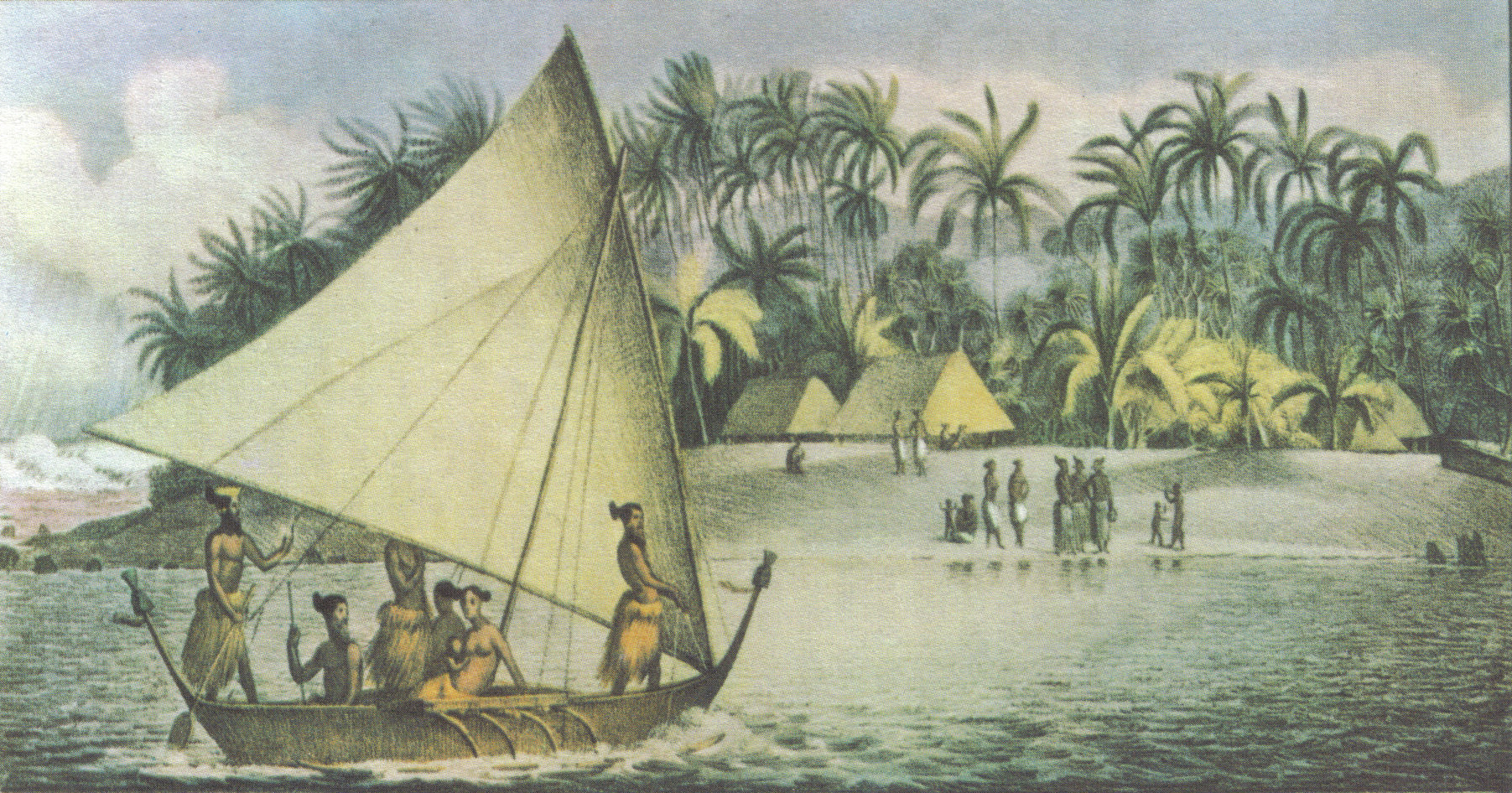
Tikehau in 1816